# Edwin Ifeanyi
Edwin Ifeanyi, född 28 april 1972, är en kamerunsk tidigare fotbollsspelare.
Edwin Ifeanyi spelade 2 landskamper för det kamerunska landslaget.